# Ray Fosse
Pour les articles homonymes, voir Fosse.
Raymond Earl Fosse (né le 4 mars 1947 à Marion, Illinois, États-Unis et mort le 13 octobre 2021 à Oakland (Californie)) est un receveur de baseball qui évolua en Ligue majeure de 1967 à 1979, et un commentateur des matches des Athletics d'Oakland à partir de 1986.

## Carrière

### Joueur
Drafté en 1965 au premier tour par les Indians de Cleveland, Ray Fosse fait ses débuts en Ligue majeure le 8 septembre 1967.
Il remporte deux gants dorés en 1970 et 1971, années où il est sélectionné au match des étoiles. Lors de l'édition 1970 du match d'étoiles, Ray Fosse se blesse sérieusement à l'épaule gauche lors d'un violent choc au marbre face à Pete Rose, qui marque à cette occasion le point victorieux. Fosse ne retrouvera jamais vraiment ses moyens après cet incident, admettant qu'il ne pouvait plus frapper la balle comme il le faisait : « I was never able to swing the bat again properly. » Il poursuit toutefois sa carrière neuf ans après cet incident, passant notamment par Oakland ou il se blesse également gravement (1974) sans l'empêcher de remporter les Séries mondiales avec les A's en 1973 et 1974.

### Commentateur
Après sa carrière de joueur, il devient commentateur pour les matches télévisés des Athletics d'Oakland. Il est finaliste en 2002 au prix Ford C. Frick.